# 都市公園Liner
都市公園Liner（日语： Ābanpākurainā */?）是由東武鐵道營運，行走於淺草站至大宮站、柏站等的特別急行列車。列車途經伊勢崎線和野田線。
在本條目中，同時記述行走於淺草站至春日部站之間，使用同一費用制度的晴空塔Liner（日语：*/?）。在部分官方發布的資訊中，會把「都市公園Liner」和「晴空塔Liner」統一名為「特急Liner」。

## 概要
在2016年10月27日，東武鐵道發布新的500系電動列車，其愛稱為「Revaty（リバティ）」。同時發布500系電動列車將會行走野田線（東武都市公園線）的「都市公園Liner」班次。使該列車成為了野田線首架定期收費列車，也成為了首架伊勢崎線（東武晴空塔線）直通至野田線的列車。
在2017年1月18日，東武鐵道發表於同年4月21日時間表修正中開始行走。同時發表時間表、停車站與特急收費。

## 運行概況
所有班次只會在平日晚上行走，這些班次包括從淺草出發前往大宮/柏（1號），來往大宮至柏之間的2個往返班次（2至5號）、從大宮出發前往運河（6號）和從柏出發前往春日部（7號），一共7班。
當中1號是串聯列車，中途於春日部站分離車廂，前往柏的列車會在春日部站改變行車方向。從淺草出發前往大宮的班次於野田線內會變為上行列車，但是班次編號會繼續原用從淺草出發的編號（單數）。使從柏出發的上行列車會使用單數編號，從大宮出發的下行列車會使用雙數編號。
列車編號，伊勢崎線與野田線的下行列車編號是單數，上行列車編號是雙數。因此，列車會在春日部站改變列車編號，使列車在野田線內的列車編號一致。
「都市公園Liner」於星期六及假日不設服務。但是在星期六及假日會開設「晴空搭Liner」，該列車從淺草出發前往春日部，並使用與「都市公園Liner」同一時段行走。

### 停車站
- 從淺草出發前往大宮（1號）
淺草站 - 東京晴空塔站 - 曳舟站 - 北千住站 - 千間台站 - 春日部站 - 八木崎站 - 豐春站 - 東岩槻站 - 岩槻站 - 大宮站

- 從淺草出發前往柏（1號）
淺草站 -（在這個區間與前往大宮的班次結併）- 春日部站 - 藤之牛島站 - 南櫻井站 - 川間站 - 七光台站 - 清水公園站 - 愛宕站 - 野田市站 - 梅鄉站 - 運河站 - 流山大鷹之森站 - 柏站

- 野田線內到發（2 - 7號）
大宮站 - 岩槻站 - 春日部站 - 藤之牛島站 - 南櫻井站 - 川間站 - 七光台站 - 清水公園站 - 愛宕站 - 野田市站 - 梅鄉站- 運河站 - 流山大鷹之森站 - 柏站
  - 只有從淺草出發的列車停靠八木崎站、豐春站和東岩槻站。野田線內行走的列車不停站。
  - 6號是從大宮出發前往運河。7號是從柏出發春日部。停車站與急行相同。

### 使用車輛
「都市公園Liner」使用東武500系電動列車「Revaty」行走。1號在春日部站前以6卡編成行走，1至3號車廂前往大宮，4至6號車廂前往柏。其他班次於整個區間以3卡編成行走。
從大宮出發前往運河（6號）和從柏出發前往春日部（7號）的班次中，當到達終點站後，兩架列車會不會進行結併，而成分別以3卡編成各自回廠（前往北春日部附近的南栗橋車輛管區春日部分所）。
在2020年3月13日前，從淺草出發前往大宮的班次（當時為1號）中，於春日部站不會分離車輛，而會繼續以6卡編成前往大宮，隨後會以不載客列車的身份從大宮回到淺草。

## 晴空塔Liner
晴空塔Liner（日语： Sukaitsurīrainā */?）是行走於淺草站至春日部站之間的特別急行列車。在2017年4月21日時間表修正中，由原來的「華嚴」、「霧降」的區間班次轉換為「晴空塔Liner」。
截至2022年3月，上下行各有3班（平日）和4班（星期六及假日），下行班次只於晚上行走，上行班次只於早上行走。另外，下行班次於2020年6月6日一度被廢除。在2022年3月時間表修正中，隨著「華嚴」、「霧降」的行走區間縮短而再次開設這些班次。
關於列車編號，「晴空塔Liner」的下行班次會獨立安排編號，而上行班次會與特急「華嚴」、「霧降」使用同一系列的編號。

### 停車站
淺草站 - 東京晴空塔站 - 曳舟站 - 北千住站 -（千間台站）- 春日部站
- 只有下行班次停靠千間台站。

### 使用車輛
- 100系（Spacia）：3號、8號和10號
- 500系（Revaty）：1/號（6卡編成）、5/7/4號（3卡編成）

## 費用制度
包括「晴空塔Liner」在內，所有列車所有車廂為指定席。但是，從淺草出發於千間台起、從大宮出發於春日部起、從柏出發於運河起，座位不再成為指定制，同時乘客不需要支付特急費用也可乘車（即只需乘車車票便可）。
在座位指定區間內，從淺草出發的班次於中途站（包括東京晴空塔站、曳舟站和北千住站）停靠時，所有車門都會打開。從大宮（包含岩槻）和柏（包含流山大鷹之森）的班次中，3卡編成的列車只會開啟2號車廂的車門，於解除座位指定區間後才開啟所有車門。
「晴空塔Liner」、「都市公園Liner」特急費用
- 小童半價，並以10日圓為單位四捨五入。
- 座位指定區間內的特急費用，在不同乘車區間會有不同的費用：
- 資料截至2020年3月14日[7]。

| 座位指定區間            | 特急費用（日圓） |
| ----------------------- | ---------------- |
| 春日部 → 北千住以南各站 | 520              |
| 淺草 - 千間台           | 420              |
| 大宮 → 春日部           | 320              |
| 柏 → 運河               | 320              |

## 野田線優等列車演變
※為了方便記述，此節同時會記述「晴空塔Liner」的演變。
- 1969年（昭和44年）
  - 9月27日 : 於春、秋兩季開設從大宮出發的臨時列車急行「霧降」、「龍王」，使用5700系（日语：東武5700系電車）行走。
    - 「霧降」：於星期日及假日出發，早上班次前往東武日光，黃昏班次前往大宮。
    - 「龍王」：於星期六出發，日間班次前往鬼怒川溫泉。
    - 中途的停車站只有岩槻、春日部和下今市。
- 1972年（昭和47年）
  - 11月11日 : 「霧降」、「龍王」結束運行。
- 2012年（平成24年）
  - 12月1日 : 開設臨時特急「晴空塔列車（日语：スカイツリートレイン）」4號，該班次只於星期六行走，從大宮出發前往淺草，使用634型（日语：東武6050系電車）行走。這是「霧降」、「龍王」結束運行40年來，再次設有一般的優等列車行走野田線。
- 2015年（平成27年）
  - 8月8日 : 開設只於星期六行走的臨時特急「晴空塔列車」52號，從大宮出發前往淺草[8]。
  - 12月4日 : 開設只於該月的星期五（25日除外）行走的臨時特急「霧降」267號，使用300系（日语：東武300系電車）行走，從淺草出發前往運河[9]。成為了首架優等列車前往野田市方向，也是東武鐵道首次開設特急列車進入千葉縣內。
- 2016年（平成28年）
  - 3月19日 : 「晴空塔列車」52號結束運行。
  - 12月3日 : 開設臨時特急「霧降」267號[10]。運行形態與2015年同樣（但於23日、30日暫停服務）。
- 2017年（平成29年）
  - 4月8日 : 「晴空塔列車」4號結束運行[11]。
  - 4月21日 : 「都市公園Liner」與「晴空塔Liner」開始營運。
    - 「都市公園Liner」設有三個班次，包括從淺草前往大宮（1號），從淺草前往大宮、野田市（3號，淺草至春日部之間結併）和從大宮出往運河（2號）。三個班次只於平日晚上行走（假日不設服務）。
- 2020年（令和2年）
  - 3月16日 : 平日晚上新設從柏前往春日部的「都市公園Liner」（73號）[12][4]。「都市公園Liner」1號縮短至春日部並改為「晴空塔Liner」7號，「都市公園Liner」2號加停岩槻站並改為「都市公園Liner」72號，「都市公園Liner」3號的終點站從野田市延長至柏，並與前往大宮的班次一同改為「都市公園Liner」71號。
  - 6月6日 : 新設「都市公園Liner」2個往返班次行走於大宮至柏之間（2至5號）[13]。71號的提早行車時間並加停曳舟站，同時班次編號改為1號。72號改為6號，73號改為7號。另一方面，「晴空塔Liner」所有下行班次被廢除。
  - 8月18日 - 「晴空塔Liner」4號於星期六及假日的班次之使用車輛方面，由100系改為500系[14]。
- 2022年（令和4年）3月12日 - 再次開設「晴空塔Liner」下行班次。

## 注腳
1. ↑  停車駅 （页面存档备份，存于）（日語）（東武鐵道）
2. ↑  東武鉄道.  (PDF).   [2016-10-27]. （原始内容存档 (PDF)于2021-03-21） （日语）.
3. ↑  東武鉄道.  (PDF).   [2017-01-18]. （原始内容 (PDF)存档于2017-01-19） （日语）.
4. 1 2  東武鉄道.  (PDF).   [2019-12-11]. （原始内容存档 (PDF)于2021-04-18） （日语）.
5. ↑   (PDF). 東武鉄道.   [2021-10-24]. （原始内容存档 (PDF)于2023-03-13） （日语）.
6. ↑  平日上り時刻表 （页面存档备份，存于）（日語） 等
7. ↑  東武鉄道. .   [2020-03-14]. （原始内容存档于2019-12-24） （日语）.
8. ↑   (PDF). 東武鉄道.   [2015-07-27]. （原始内容存档 (PDF)于2016-08-13） （日语）.
9. ↑   (PDF). 東武鉄道.   [2015-11-12]. （原始内容 (PDF)存档于2021-05-14） （日语）.
10. ↑   (PDF). 東武鉄道.   [2016-11-21]. （原始内容 (PDF)存档于2021-05-14） （日语）.
11. ↑   (PDF). 東武鉄道. 2017-03-08  [2017-03-10]. （原始内容存档 (PDF)于2021-05-14） （日语）.
12. ↑  東武鉄道.  (PDF).   [2019-09-27]. （原始内容存档 (PDF)于2021-03-05） （日语）.
13. ↑  東武鉄道.  (PDF).   [2020-02-27]. （原始内容 (PDF)存档于2020-02-25） （日语）.
14. ↑  . 東武鉄道. 2021-07-16  [2021-08-27]. （原始内容存档于2021-07-16） （日语）.